# Грађанска кућа у улици Истарској 1
Грађанска кућа у улици Истарској 1 налази се у Зајечару. Уписана је у листу заштићених споменика културе Републике Србије од 1985. године (ИД бр. СК 999). 

## Карактеристике
Кућа је подигнута 1933. године на раскрсници где се налази спомен-чесма из 1935. године. Састоји се из приземља са улазном партијом из дворишта ове улице и прозорским отворима већих димензија. Фасадне површине обрађене су каменом и опеком, а испод кровног венца је квадратни медаљон са исписаном годином градње. Око зграде је метална ограда са масивним ступцима и параптом од вештачког камена. Чесма заузима средишњи простор уличног сквера обухваћеног зеленилом. Озидана је масивно са декоративном металном славином само са једне стране, а изнад ње у подножју завршног венца стоји табла са натписом. На овој страни амбијентална вредност овог простора је употпуњена.